# Nether Poppleton
Nether Poppleton is een civil parish in het bestuurlijke gebied City of York, in het Engelse graafschap North Yorkshire met 2141 inwoners.